# Potterspury
Potterspury es un pueblo y una parroquia civil del distrito de South Northamptonshire, en el condado de Northamptonshire (Inglaterra).

## Demografía
Según el censo de 2001, Potterspury tenía 1391 habitantes (712 varones y 679 mujeres). 235 de ellos (16,89%) eran menores de 16 años, 1047 (75,27%) tenían entre 16 y 74, y 109 (7,84%) eran mayores de 74. La media de edad era de 42,39 años. De los 1156 habitantes de 16 o más años, 247 (21,37%) estaban solteros, 732 (63,32%) casados, y 177 (15,31%) divorciados o viudos. 764 habitantes eran económicamente activos, 746 de ellos (97,64%) empleados y 18 (2,36%) desempleados. Había 16 hogares sin ocupar y 591 con residentes.
| 1144                        | 1287 | 1410 | 1544 | 1651 | 1734 | - | - | 1079 | 1037 | 967 | 873 | 736 | 731 | - | 855 | 771 |
| (Fuente: Vision of Britain) |      |      |      |      |      |   |   |      |      |     |     |     |     |   |     |     |